# RTL Group
Pour les articles homonymes, voir CLR, CLT et CLT-UFA.
RTL Group (pour groupe Radio Télévision Luxembourg) est un groupe audiovisuel international possédant son siège principal à Luxembourg et un autre siège administratif à Cologne,. Le groupe exploite 58 chaînes de télévision et 29 stations de radio en Allemagne, en France et dans d’autres pays d'Europe. Il compte également des services de streaming, des sociétés de production audiovisuelles et divers services numériques.
L'entreprise actuelle a été fondée en 2000 par Bertelsmann, le Groupe Bruxelles Lambert (GBL) et Pearson. L'actionnaire Bertelsmann, basé dans la ville allemande de Gütersloh, détient aujourd’hui un peu plus de 75 % de RTL Group, lequel, en tant que filiale du groupe Bertelsmann, représente plus d'un tiers de son chiffre d'affaires et lui assure une large part de ses bénéfices.
Les filiales multimédias telles que RTL Deutschland, Groupe M6, RTL Hungary et Fremantle sont d'importantes divisions de RTL Group.

## Histoire

### Contexte historique
L’histoire de RTL Group remonte aux années 1920. L’origine de l’entreprise correspond à la création en 1931 de la Compagnie Luxembourgeoise de Radiodiffusion (CLR), l’une des premières sociétés de radiodiffusion privées. Après la fin de la Seconde Guerre mondiale, l’entreprise fait son entrée dans le domaine de la télévision avec la création de Télé-Luxembourg en 1955 et, pour refléter ce changement, est renommée « Compagnie Luxembourgeoise de Télédiffusion » (CLT) en 1954. Des programmes privés sont diffusés dans plusieurs pays européens sous l’abréviation RTL (pour Radio Télévision Luxembourg). Avec la libéralisation des marchés de l’audiovisuel européens dans les années 1980, la télévision joue un rôle de plus en plus important comparé à la radio.
Les actionnaires de la CLR et de la CLT sont principalement des entreprises audiovisuelles belges et françaises. Au cours des décennies suivantes, la suprématie au sein de l’entreprise et de ses filiales fait l’objet de conflits récurrents,. Dans les années 1990, Bertelsmann finit par l’emporter grâce à l’acquisition progressive d’une participation majoritaire dans la chaîne de télévision allemande RTL. À la suite d’un litige avec RTL/CLT,, Bertelsmann annonce en 1996 qu’elle intègre les activités audiovisuelles de UFA dans l’entreprise commune CLT-UFA. Ainsi, des chaînes de télévision allemandes telles que RTL et VOX et des services de diffusion à l’international, dont M6 en France, sont regroupés sous le même toit.

### Croissance et introduction en bourse
CLT-UFA se développe de manière organique, mais également par le biais d’acquisitions. En 2000, Bertelsmann et Pearson annoncent qu’ils mettent en commun leurs activités de télévision, de radio et de production. Sous le nom de RTL Group, un réseau européen de premier plan regroupant des chaînes de télévision et des stations de radio voit le jour avec une activité de production internationale, renommée FremantleMedia à partir de 2001,. Cette fusion doit apporter une réponse européenne à la domination médiatique américaine.
La première cotation de RTL Group a lieu le 26 juillet 2000 à la Bourse de Londres,. À cet effet, on utilise la structure d’entreprise existante d’Audiofina, déjà cotée en bourse, afin de réduire les coûts administratifs. Le cours d’émission de l’action de RTL Group se base sur les cours de clôture d’Audiofina à Luxembourg et à Bruxelles. L’action de RTL Group remplace la cotation d’Audiofina.

### Reprise par Bertelsmann
Bien que Bertelsmann n’en ait initialement détenu qu’une part minoritaire, le groupe allemand, sous la direction de Thomas Middelhoff, a pour objectif de jouer un rôle de premier plan au sein de RTL Group. Par le biais d’un échange d'actions avec Groupe Bruxelles Lambert (GBL) en 2001, Bertelsmann obtient la majorité dans RTL Group, s’assurant ainsi une position dominante sur le marché audiovisuel européen,.
Au cours des années, la part de Bertelsmann augmente pour atteindre plus de 90 %. Pour réduire les coûts administratifs, Bertelsmann entend dans un premier temps reprendre RTL Group entièrement, mais ce projet échoue en 2007 pour des raisons d’ambiguïtés dans le droit luxembourgeois,,. Le groupe change alors de stratégie et vend sa part minoritaire en 2013 à la Bourse de Francfort, en vue de financer la croissance du groupe Bertelsmann, notamment dans le domaine du numérique. Les médias accueillent positivement la deuxième cotation de RTL Group et l’ouverture à des investisseurs externes qui en découle.

### Évolutions récentes
En 2001 déjà, RTL Group représente une large part du chiffre d’affaires et des bénéfices de Bertelsmann. Dans la structure du groupe Bertelsmann introduite en 2016, l’entreprise continue d’être une division capitale. Depuis avril 2019, Thomas Rabe, Président-Directeur Général de Bertelsmann, dirige également RTL Group en union personnelle. Sous sa direction, l’entreprise consolide ses activités clés, développe les services de streaming au niveau local et optimise les technologies publicitaires. Les alliances et les partenariats avec d’autres entreprises audiovisuelles européennes jouent également un rôle important,.
En février 2021, RTL Group annonce la vente de sa filiale SpotX, spécialisée dans la publicité vidéo, pour 1,17 milliard de dollars à Magnite, une entreprise américaine. En août 2021, RTL Group acquiert Gruner + Jahr à Bertelsmann pour 230 millions d'euros.
En juin 2021, DPG Media et le Groupe Rossel ont annoncé leur intention d’acquérir  RTL Belgium. Cette acquisition est concrétisée le 31 mars 2022, date à laquelle DPG Media et Groupe Rossel deviennent chacun actionnaire à 50 % de RTL Belgium, qui comprend les chaînes de télévision RTL TVI, Club RTL et Plug RTL, les radios Bel RTL et Radio Contact ainsi que leurs webradios, le service de streaming RTLplay, la plateforme d’information RTL Info et la régie publicitaire IP.
En décembre 2023, RTL annonce la vente de RTL Nederland à DPG Media pour 1,1 milliard de dollars.
En juin 2025, RTL Group annonce l'acquisition de Sky Deutschland pour un montant prévu entre 150 et 527 millions d'euros, faible prix lié aux pertes récurrentes de Sky Deutschland.

## Structure
RTL Group S.A. est la société mère de l’ensemble du groupe. Il s’agit d’une société anonyme de droit luxembourgeois. Elle a été immatriculée au registre du commerce le 29 mars 1973. L’objet social englobe essentiellement le développement de médias audiovisuels ainsi que la gestion et la direction d’autres entreprises opérant également dans ce domaine.

### Siège principal
Le siège social de RTL Group se situe dans ses nouveaux locaux sous le nom de « RTL City » au 43 Boulevard Pierre Frieden dans le quartier du Kirchberg, situé au nord-est de la ville de Luxembourg. En 2017, Bertelsmann a souhaité vendre ce complexe immobilier pour en devenir locataire, mais cette opération a été reportée à une date indéterminée.

### Cotation en bourse
Le capital de RTL Group S.A. s’élève aujourd’hui à 191 845 074 €. Il est divisé en 154 742 806 actions sans valeur nominale négociées aux bourses de Luxembourg et à Francfort. L’action de RTL Group S.A. fait partie du SDAX allemand, un indice pour entreprises de taille moyenne. Par ailleurs, l’action figure également au SXMP, un indice sectoriel pour la branche audiovisuelle européenne.
Bertelsmann détient plus de 75 % des actions de RTL Group S.A. Avec une participation d’environ 5 % Silchester International Investors, une société d’investissements britannique dont le siège se trouve à Londres, en est le deuxième plus grand actionnaire. Cette participation est incluse dans le flottant qui se situe de manière stable entre 20 et 25 %.

### Direction
L’organe suprême de RTL Group S.A. est le conseil d’administration (Board of Directors) qui réunit la direction et l’organe de contrôle. En vertu des statuts, le conseil d’administration se compose de 13 personnes, actuellement 11 hommes et 2 femmes. Le conseil d’administration est présidé par Martin Taylor (Président) ; les autres membres sont Thomas Götz, Elmar Heggen, Immanuel Hermreck, Bernd Hirsch, Bernd Kundrun, Guillaume de Posch, Thomas Rabe, Jean-Louis Schiltz, Rolf Schmidt-Holtz, James Singh, Bettina Wulf et Lauren Zalaznick.
Les activités opérationnelles de RTL Group sont entre les mains de Thomas Rabe (Chief Executive Officer, CEO), Elmar Heggen (Chief Operating Officer, COO; vice-CEO) et Björn Bauer (Chief Financial Officer, CFO). Ensemble, ils composent le comité exécutif de RTL Group S.A., assisté du Group Management Committee et de l’Operations Management Committee. La direction de RTL Group est basée à Luxembourg et à Cologne.

### Chiffres clés
Durant l’exercice 2019, RTL Group a réalisé un chiffre d’affaires de 6,7 milliards d’euros pour un bénéfice de 1,1 milliard d’euros. Les recettes proviennent essentiellement de la publicité (44 % télévision, 4 % radio), des productions audiovisuelles (22 %), des activités numériques (16 %) et des plateformes (6 %). RTL Group a réalisé 32 % de son chiffre d’affaires en Allemagne, 22 % en France, 16 % aux États-Unis, 8 % aux Pays-Bas, 4 % en Grande-Bretagne et 3 % en Belgique,.

### Identité visuelle

Logos du groupe
Logo de la Compagnie Luxembourgeoise de Radiodiffusion du 31 mai 1931 à 1953.
Logo de la Compagnie Luxembourgeoise de Télédiffusion de 1954 au 31 décembre 1996.
Logo de la CLT-UFA depuis le 1er janvier 1997 au 4 juillet 2000.
Logo de RTL Group du 5 juillet 2000 au 4 août 2021.
Logo actuel de RTL Group depuis le 5 août 2021.

## Activités
RTL Group exploite des chaînes de télévision, des stations de radio et des services de streaming, produit des contenus audiovisuels, propose des services numériques et opère également dans la vente de publicité. Toutes les activités sont réparties dans 14 domaines. Les principales divisions de RTL Group sont RTL Deutschland, Groupe M6, Fremantle, RTL Nederland. Divimove, RTL Hungary, RTL Luxembourg et d'autres entreprises sont regroupées sous les « activités diverses », tout comme la participation minoritaire de RTL Group dans Atresmedia, une entreprise audiovisuelle leader en Espagne.

### RTL Deutschland

Logo de RTL Deutschland

Le siège principal de RTL Deutschland se situe à Cologne. L’entreprise comprend entre autres les chaînes en libre accès RTL Television, RTL Super (jeunesse) et VOX (divertissement) ainsi que N-tv (chaine d'infos). Elle compte également des chaînes payantes telles que RTL Crime, RTL Living, RTL Passion et GEO Television. Elle détient une part majoritaire (35,9 % du capital) de RTL ZWEI dont les locaux se situent à Grünwald près de Munich. L’entreprise propose en outre un service de streaming leader appelé RTL+.
Les offres de RTL Deutschland sont commercialisées par la société Ad Alliance, qui coopère aussi avec d’autres sociétés Bertelsmann et partenaires. De plus, RTL Deutschland fait partie de la Content Alliance du groupe Bertelsmann.

### Groupe M6

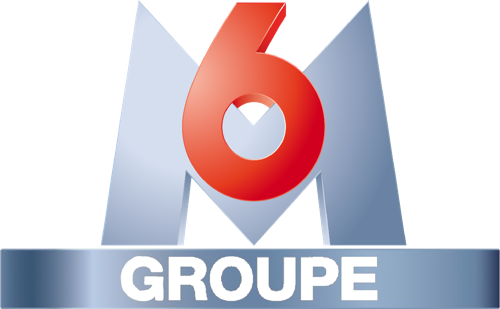
Logo du Groupe M6

Le siège du Groupe M6 se trouve à Neuilly-sur-Seine à Paris. L’entreprise exploite par exemple les chaînes de télévision 6ter, M6 et W9 ainsi que Paris Première et Téva. Elle compte également Gulli, une chaîne pour enfant très populaire. Aux chaînes de télévision se joignent les stations de radio RTL, RTL2 et Fun Radio ainsi que la plate-forme de streaming M6+. Les filiales M6 Film et M6 Studio ainsi que SND et Studio 89 Productions comptent parmi les sociétés de production et les sociétés de droits les plus connues dans l’espace francophone.
RTL Group détient une part minoritaire dans le groupe M6, mais contrôle l’entreprise cotée en bourse et l’intègre dans son bilan consolidé.

### Fremantle

Logo du Fremantle

Le siège principal de Fremantle (auparavant FremantleMedia) se situe à Londres. L’entreprise représentée dans 31 pays conçoit, produit et distribue des programmes pour les chaînes de télévision de RTL Group ainsi que pour d’autres clients dont Amazon Prime Video et Netflix. Outre des films et des séries (entre autres « Deutschland 86 »), elle propose également des programmes de divertissement. Fremantle a acquis une renommée internationale grâce aux émissions de recherche de talents telles que « Got Talent » et « Idols » qui sont adaptées dans de nombreux pays.

### RTL Nederland

Logo de RTL Nederland

RTL Nederland (auparavant Holland Media Group) est une entreprise néerlandaise établie à Hilversum. Les chaînes de télévision RTL 4, RTL 5, RTL 7, RTL 8, RTL Z ainsi que RTL Crime, RTL Lounge et RTL Telekids émettent sous licence luxembourgeoise. Le service de streaming de RTL Nederland s’appelle Videoland.

## Critique
Les observateurs ont reproché à plusieurs reprises à RTL Group d'avoir « manqué son entrée dans l’ère du streaming ». Dans ce contexte, Thomas Rabe, en sa qualité de Président-Directeur Général de Bertelsmann, s’est engagé en faveur d’une dérégulation du marché très convoité de l’audiovisuel afin de développer des alternatives aux « géants de la silicon valley ».